# آلن سیلی
آلن سیلی (انگلیسی: Alan Sealey؛ ۲۴ فوریه ۱۹۴۲ – February 1996 (aged 53)) بازیکن فوتبال اهل بریتانیا بود.
از باشگاه‌هایی که در آن بازی کرده‌است می‌توان به باشگاه فوتبال بدفورد تاون، باشگاه فوتبال رومفورد، باشگاه فوتبال وستهام یونایتد، باشگاه فوتبال پلیموث آرگیل، و باشگاه فوتبال لیتون اورینت اشاره کرد.